# Fonction B-différentiable
En analyse mathématique, la B-différentiabilité est un concept de différentiabiité plus faible que celui de Fréchet, dans lequel l'opérateur dérivée n'est pas requis d'être linéaire et borné, mais seulement positivement homogène et borné. La lettre B fait référence à Bouligand. Cet affaiblissement important de la définition permet toutefois de préserver des propriétés importantes, telles que la B-différentiabilité en chaîne et la formule des accroissements finis. Contrairement à la Fréchet-différentiabilité, la B-différentiabilité n'est pas détruite par la prise du minimum ou du maximum d'un nombre fini de fonctions, ce qui est un atout dans certaines circonstances.
Cette notion est, par exemple, utilisée pour définir et interpréter des algorithmes de recherche de zéro de fonctions non différentiables dans un sens classique et en démontrer des propriétés de convergence. Il en est ainsi de certains algorithmes newtoniens en optimisation avec contraintes et en complémentarité.

## Définition
Soient {\displaystyle \mathbb {E} } et {\displaystyle \mathbb {F} } deux espaces normés, dont les normes sont toutes deux notées {\displaystyle \|\cdot \|}.
B-différentiabilité — On dit qu'une fonction {\displaystyle f:\mathbb {E} \to \mathbb {F} } est B-différentiable en {\displaystyle x\in \mathbb {E} }, s'il existe un opérateur {\displaystyle Bf(x):\mathbb {E} \to \mathbb {F} } positivement homogène (de degré un) et borné, tel que
{\displaystyle f(x+h)-f(x)-Bf(x)\cdot h=o(h).}
L'opérateur {\displaystyle Bf(x)}, nécessairement unique, est appelé la B-dérivée de {\displaystyle f} en {\displaystyle x}.
On dit que Échec de l’analyse (SVG (MathML peut être activé via une extension du navigateur) : réponse non valide(« Math extension cannot connect to Restbase. ») du serveur « http://localhost:6011/fr.wikipedia.org/v1/ » :): {\displaystyle f:\mathbb{E}\to\mathbb{F}}
 est B-différentiable sur un ouvert {\displaystyle \Omega \in \mathbb {E} } si {\displaystyle f} est B-différentiable en tout point de {\displaystyle \Omega }.
Cette définition requiert quelques éclaircissements et commentaires.
- La notion de B-différentiabilité a été introduite par Robinson (1987)[1]. La lettre B fait référence à Georges Bouligand.
- On dit qu'une fonction {\displaystyle H:\mathbb {E} \to \mathbb {F} } est positivement homogène (de degré un) si, quel que soit {\displaystyle x\in \mathbb {E} } et le réel {\displaystyle t\geqslant 0}, on a {\displaystyle H(tx)=t\,H(x)}. Alors {\displaystyle H(0)=0}, clairement.
- Un opérateur positivement homogène {\displaystyle H:\mathbb {E} \to \mathbb {F} } est dit borné si sa norme {\displaystyle \|H\|}, définie ci-dessous, est finie :

{\displaystyle \|H\|:=\sup _{\|x\|\leqslant 1}\,\|H(x)\|.}
Comme pour les opérateurs linéaires, il revient au même de dire que {\displaystyle H} est continu en zéro.
- On a noté {\displaystyle Bf(x)\cdot h\in \mathbb {F} } la valeur de {\displaystyle Bf(x)} en {\displaystyle h\in \mathbb {E} }.
- On dit qu'une fonction {\displaystyle \varphi :\mathbb {E} \to \mathbb {F} } est un petit o de {\displaystyle h\in \mathbb {E} } en zéro et on écrit {\displaystyle \varphi (h)=o(h)} si

{\displaystyle \lim _{\scriptstyle h\to 0 \atop \scriptstyle h\neq 0}\;{\frac {\|\varphi (h)\|}{\|h\|}}=0.}

## Exemples
1. La fonction minimum composante par composante

{\displaystyle \mu :\mathbb {R} ^{n}\times \mathbb {R} ^{n}\to \mathbb {R} ^{n}:(x,y)\mapsto \min(x,y),\quad {\mbox{avec}}\quad [\min(x,y)]_{i}=\min(x_{i},y_{i})}
est partout B-différentiable et sa B-dérivée est donnée par

{\displaystyle {\bigl [}B\mu (x,y)\cdot (h,k){\bigr ]}_{i}=\left\{{\begin{array}{ll}h_{i}&{\mbox{si}}~x_{i}<y_{i}\\\min(h_{i},k_{i})&{\mbox{si}}~x_{i}=y_{i}\\k_{i}&{\mbox{si}}~x_{i}>y_{i}.\end{array}}\right.}
On a un résultat analogue pour la fonction {\displaystyle (x,y)\mapsto \max(x,y)=-\min(-x,-y)}.
2. Si on compose {\displaystyle \mu } avec deux fonctions {\displaystyle f:\mathbb {R} ^{n}\to \mathbb {R} ^{m}} et {\displaystyle g:\mathbb {R} ^{n}\to \mathbb {R} ^{m}} B-dérivables en {\displaystyle x\in \mathbb {R} ^{n}}, on obtient une fonction

{\displaystyle \varphi :\mathbb {R} ^{n}\to \mathbb {R} ^{m}:x\mapsto \min(f(x),g(x)),}
qui est aussi B-dérivable en {\displaystyle x} et dont la B-dérivée est donnée par

{\displaystyle {\bigl [}B\varphi (x)\cdot (h){\bigr ]}_{i}=\left\{{\begin{array}{ll}[Bf(x)\cdot h]_{i}&{\mbox{si}}~[f(x)]_{i}<[g(x)]_{i}\\\min([Bf(x)\cdot h]_{i},[Bg(x)\cdot h]_{i})&{\mbox{si}}~[f(x)]_{i}=[g(x)]_{i}\\{}[Bg(x)\cdot h]_{i}&{\mbox{si}}~[f(x)]_{i}>[g(x)]_{i}.\end{array}}\right.}
On a un résultat analogue pour la fonction {\displaystyle x\mapsto \max(f(x),g(x))=-\min(-f(x),-g(x))}.

## Propriétés

### Propriétés immédiates
- Si {\displaystyle f} est B-différentiable en {\displaystyle x}, sa B-dérivée est unique.
- L'ensemble des fonctions B-différentiables en {\displaystyle x\in \mathbb {E} } est un espace vectoriel et on a

{\displaystyle \forall \,\alpha _{1},\alpha _{2}\in \mathbb {R} :\qquad B(\alpha _{1}f_{1}+\alpha _{2}f_{2})(x)=\alpha _{1}Bf_{1}(x)+\alpha _{2}Bf_{2}(x).}

### Liens avec d'autres concepts de différentiabilité
Les liens avec la différentiabilité au sens de Fréchet sont clairs. Ci-dessous, on note {\displaystyle f'(x)} la dérivée au sens de Fréchet.
Liens avec la Fréchet différentiabilité — 
- Si {\displaystyle f} est Fréchet différentiable en {\displaystyle x}, alors {\displaystyle f} est B-différentiable en {\displaystyle x} et {\displaystyle Bf(x)=f'(x)}.
- Si {\displaystyle f} est B-différentiable en {\displaystyle x} et si {\displaystyle Bf(x)} est linéaire, alors {\displaystyle f} est Fréchet différentiable en {\displaystyle x} et {\displaystyle f'(x)=Bf(x)}.

Voici quelques liens avec la différentiabilité directionnelle (au sens de Dini). On note {\displaystyle f'(x;h)} la dérivée directionnelle (au sens de Dini) en {\displaystyle x\in \mathbb {E} } dans la direction {\displaystyle h\in \mathbb {E} }. Si le fait qu'une fonction B-différentiable admette des dérivées directionnelles est clair, la réciproque, pour des fonctions localement lipschiziennes, l'est moins ; ce dernier résultat est dû à Shapiro (1990).
Liens avec la différentiabilité directionnelle au sens de Dini — 
- Si {\displaystyle f} est B-différentiable en {\displaystyle x}, alors {\displaystyle f} admet des dérivées directionnelles (au sens de Dini) en {\displaystyle x\in \mathbb {E} } suivant toute direction {\displaystyle h\in \mathbb {E} } et {\displaystyle f'(x;h)=Bf(x)h}.
- Si {\displaystyle f} est lipschitzienne dans un voisinage de {\displaystyle x} et si {\displaystyle f} admet des dérivées directionnelles en {\displaystyle x} suivant toute direction, alors {\displaystyle f} est B-différentiable en {\displaystyle x}.

En résumé, pour les fonctions localement lipschitziennes, la notion de B-différentiabilité est la même que celle de différentiabilité directionnelle (au sens de Dini).

### Régularité de la B-dérivée
La lipschitzianité locale éventuelle de {\displaystyle f} se transmet à sa B-dérivée.
Lipschitzianité de la B-dérivée — Si {\displaystyle f} est lipschitzienne de module {\displaystyle L} dans un voisinage de {\displaystyle x} et B-différentiable en {\displaystyle x}, alors {\displaystyle Bf(x)} est lipschitzienne de module {\displaystyle L}.
Mais en général, {\displaystyle x\mapsto Bf(x)} n'est pas lipschitzienne dans un voisinage de {\displaystyle x}, ni même continue. Par exemple, si {\displaystyle f:\mathbb {R} \to \mathbb {R} } est définie par
{\displaystyle f(x)=x^{+}:=\max(0,x),}
on a {\displaystyle Bf(0)h=h^{+}}, si bien que {\displaystyle \|Bf(0)\|=1}, alors que {\displaystyle Bf(x)=0} pour {\displaystyle x<0}.

### B-dérivation en chaîne
Le succès de la B-dérivée doit beaucoup à sa stabilité par rapport à la composition de fonctions.
B-différentiabilité d'une composition — Soient {\displaystyle \mathbb {E} }, {\displaystyle \mathbb {F} } et {\displaystyle \mathbb {G} } trois espaces normés. Si
- {\displaystyle f:\mathbb {E} \to \mathbb {F} } est B-différentiable en {\displaystyle x},
- {\displaystyle g:\mathbb {F} \to \mathbb {G} } est B-différentiable en {\displaystyle f(x)} et lipschitzienne dans un voisinage de {\displaystyle f(x)},

alors la fonction composée {\displaystyle (g\circ f)} est B-différentiable en {\displaystyle x} et sa B-différentielle est donnée par
{\displaystyle B(g\circ f)(x)=Bg(f(x))\circ Bf(x).}

### Formule des accroissements finis
Le résultat suivant est dû à Pang (1990).
Formule des accroissements finis — Si
- {\displaystyle x}, {\displaystyle y\in \mathbb {E} } et {\displaystyle [x,y]:=\{(1-t)x+ty:0\leqslant t\leqslant 1\}},
- {\displaystyle f:\mathbb {E} \to \mathbb {F} } est lipschitzienne dans un voisinage de {\displaystyle [x,y]} et B-différentiable sur {\displaystyle [x,y]},
- {\displaystyle H:\mathbb {E} \to \mathbb {F} } est positivement homogène de degré 1 et borné,

alors
{\displaystyle \|f(y)-f(x)-H(y-x)\|\leqslant \sup _{z\in [x,y]}\|(Bf(z)-H)(y-x)\|.}
En prenant {\displaystyle H=0}, on obtient la formule des accroissements finis
{\displaystyle \|f(y)-f(x)\|\leqslant \sup _{z\in [x,y]}\|Bf(z)(y-x)\|.}

## Continue et forte B-différentiabilités

### Définitions
Voici les définitions de continue et forte B-différentiabilités.
Continue B-différentiabilité — On dit que {\displaystyle f:\mathbb {E} \to \mathbb {F} } est continûment B-différentiable en {\displaystyle x\in \mathbb {E} } si elle est B-différentiable dans un voisinage {\displaystyle \Omega } de {\displaystyle x} et si {\displaystyle Bf} est continue comme application de {\displaystyle \Omega } dans l'espace vectoriel normé des opérateurs positivement homogènes de degré 1 bornés.
On dit que {\displaystyle f:\mathbb {E} \to \mathbb {F} } est continûment B-différentiable sur une partie {\displaystyle P\subset \mathbb {E} } si elle est continûment B-différentiable en tout point de {\displaystyle P}.
Forte B-différentiabilité — On dit que {\displaystyle f:\mathbb {E} \to \mathbb {F} } est fortement B-différentiable en {\displaystyle x\in \mathbb {E} } si elle est B-différentiable en {\displaystyle x} et si
{\displaystyle \lim _{\scriptstyle (y_{1},y_{2})\to (x,x) \atop \scriptstyle y_{1}\not =y_{2}}\,{\frac {f(y_{2})-f(y_{1})-Bf(x)(y_{2}-y_{1})}{\|y_{2}-y_{1}\|}}=0.}
Rappelons la définition analogue de la forte Fréchet différentiabilité.
Forte Fréchet différentiabilité — On dit que {\displaystyle f:\mathbb {E} \to \mathbb {F} } est fortement Fréchet différentiable en {\displaystyle x} si elle est Fréchet différentiable en
{\displaystyle x} et si
{\displaystyle \lim _{\scriptstyle (y_{1},y_{2})\to (x,x) \atop \scriptstyle y_{1}\not =y_{2}}\,{\frac {f(y_{2})-f(y_{1})-f'(x)(y_{2}-y_{1})}{\|y_{2}-y_{1}\|}}=0.}
Cette dernière notion de forte Fréchet différentiabilité en un point ne se diffuse pas : en particulier on peut avoir une fonction B-différentiable qui soit fortement Fréchet différentiable en un pont {\displaystyle x} mais pas en des points arbitrairement proches de {\displaystyle x}.

### Propriétés
Les notions de forte B-différentiabilité et de forte Fréchet différentiabilité sont en réalité équivalentes.
Équivalence entre forte B-différentiabilité et forte Fréchet différentiabilité — Une fonction {\displaystyle f} est fortement B-différentiable en {\displaystyle x} si, et seulement si, elle est fortement Fréchet différentiable en {\displaystyle x}.
Si {\displaystyle f} est B-différentiable dans un voisinage de {\displaystyle x}, cette notion est très proche de la continue B-différentiabilité.
Continue et forte B-différentiabilité — Si {\displaystyle f} est B-différentiable dans un voisinage de {\displaystyle x}, alors les propositions suivantes sont équivalentes :
1. {\displaystyle f} est fortement B-différentiable en {\displaystyle x},
2. {\displaystyle f} est lipschitzienne dans un voisinage de {\displaystyle x} et {\displaystyle Bf} est continue en {\displaystyle x}.